# Mirocin Średni
Mirocin Średni (Duits: Mittel Herzogswaldau) is een plaats in het Poolse district  Nowosolski, woiwodschap Lubusz. De plaats maakt deel uit van de gemeente Kożuchów en telt 257 inwoners.